# Federalisti e Liberaldemocratici
Federalisti e Liberaldemocratici (FLD) sono stati un movimento politico italiano fondato il 16 dicembre 1994 come gruppo parlamentare alla Camera dei deputati.

## Storia
Al gruppo parlamentare aderirono inizialmente venti deputati, provenienti dai seguenti partiti:
- Patto Segni (2 deputati: Alberto Michelini e Giuseppe Siciliani);
- Lega Nord (12 deputati: Vittorio Aliprandi, Luca Basso, Mauro Bonato, Cristoforo Canavese, Giuseppe Dallara, Furio Gubetti, Lelio Lantella, Lucio Malan, Marilena Marin, Franco Rocchetta, Pier Corrado Salino, Riccardo Sandrone);
- Forza Italia (5 deputati: Angelo Raffaele Devicienti, Paolo Mammola, Paolo Emilio Taddei, Giuseppe Lazzarini, nonché Raffaele Costa, segretario dell'Unione di Centro e ministro della Sanità);
- Lega d'Azione Meridionale (Pietro Cerullo).

Il gruppo voleva essere un punto di coagulo delle istanze laiche-liberali e federaliste e, dopo la caduta del governo Berlusconi I, nel corso del 1995, vide l'adesione di diversi parlamentari uscenti dalla Lega Nord e da Forza Italia. Successivamente registrò alcune importanti defezioni (Enrico Hüllweck, futuro sindaco di Vicenza, abbandonò il gruppo alla volta del Centro Cristiano Democratico, mentre Alberto Michelini aderì insieme al suo partito, i Cattolici Liberali, a Forza Italia), ma comunque la consistenza al termine della legislatura fu di 28 deputati e a luglio 1995 contava già 30 membri, a seguito dell'adesione di molti esponenti della Lega Italiana Federalista.
Il gruppo all'inizio era nato come puro gruppo parlamentare senza un movimento politico articolato e radicato alle spalle.
Il 31 maggio 1995 venne approvato dall'assemblea del gruppo un manifesto politico programmatico con il quale FLD si trasformava in movimento politico. Gli obiettivi del nuovo movimento politico, di natura federalista, liberaldemocratica ed europeista, erano la trasformazione dell'Italia in uno Stato federale nonché in una repubblica presidenziale e l'adozione di un sistema elettorale maggioritario uninominale.
Furio Gubetti assunse la guida del nuovo movimento lasciando il ruolo di capogruppo parlamentare a Raffaele Costa. Nello stesso anno il movimento partecipò alle elezioni amministrative formando insieme alla Lega Italiana Federalista e all'Unione Federalista il cartello dei Federalisti.
Il 5 luglio 1995 Gubetti abbandonò polemicamente FLD per aderire a Forza Italia, non condividendone alcune prese di distanza dal Polo.

## Federalisti Liberali
Alla fine del 1995 il gruppo parlamentare annunciò l'intenzione di trasformarsi in un nuovo partito politico, l'Unione per la Nuova Repubblica (UNR).
Il 18 febbraio 1996 alcuni dirigenti del gruppo misero in atto il tentativo di dare una struttura e un radicamento politico nel paese alle istanze federaliste e liberali moderate con la fondazione del movimento Federalisti Liberali. Il nuovo partito, alleato del Polo per le Libertà, aveva come simbolo l'elefante, richiamandosi al Partito Repubblicano americano e alle sue istanze liberiste e federaliste. Diverse personalità diedero il loro sostegno, tra queste l'oncologo Umberto Veronesi, Dario Fertilio, il giornalista Mario Cervi. Il segretario del nuovo partito era Raffaele Costa, il presidente era Pietro Cerullo ed il coordinatore Luigi Negri. Alle elezioni del 1996 I Federalisti Liberali ottennero 6.475 voti (0,02%) nella quota proporzionale della Camera (circoscrizione Sicilia 1) e 11.563 voti (0,03%) in quella maggioritaria (in 3 collegi della circoscrizione Sicilia 1). Tuttavia, i principali esponenti del partito furono rieletti nei collegi maggioritari per il Polo iscrivendosi poi al gruppo di Forza Italia; oltre a Costa dell'UdC, fu rieletto il senatore uscente Mario Masiero della Lega Italiana Federalista (nonché Luigi Negri e Umberto Giovine per il Partito Federalista).